# Liste der Kulturdenkmale in Mehna
In der Liste der Kulturdenkmale in Mehna sind vorerst einige Kulturdenkmale der ostthüringischen Gemeinde Mehna im Landkreis Altenburger Land und ihrer Ortsteile aufgelistet. Diese Liste basiert nicht auf der offiziellen Denkmalliste der Unteren Denkmalschutzbehörde des Landkreises. Grundlage hierfür ist gegebenenfalls vorhandene Literatur beziehungsweise vorhandene Denkmalplaketten an den einzelnen Objekten. Deswegen ist diese Liste stark unvollständig.

## Mehna
| Bild                           | Bezeichnung   | Lage                  | Datierung | Beschreibung | ID |
| ------------------------------ | ------------- | --------------------- | --------- | --- | -- |
| weitere Bilder Fotos hochladen | Kirche        | Dorfstraße (Karte)    |           | Kirche mit romanischen Langhaus um 1200, gotischer Chor 1488                                                           |    |
| BW                             | Pfarrhof      | Dorfstraße 6 (Karte)  |           | Pfarrhof von 1792 mit Wohnhaus (Umgebindehaus) mit Bohlenstube und Stallgebäude mit Laubengang sowie Pforte zur Kirche |    |
| Fotos hochladen                | Umgebindehaus | Dorfstraße 30 (Karte) |           | entstand um 1780 |    |